# Сучасне кохання (телесеріал)
«Сучасне кохання» (англ. Modern Love) — американська романтична комедія-антологія,заснована на реальних історіях, які публікувалися у The New York Times. Прем'єра серіалу відбулася 18 жовтня 2019 року на Amazon Prime Video.

Вихід другого сезону заплановано 13 серпня 2021 року.

## Акторський склад та персонажі

### Сезон 1
- Енн Гетевей — Лексі
- Тіна Фей — Сара
- Енді Гарсія — Майкл
- Дев Пател — Джошуа
- Кейтлін МакГі — Емма
- Джон Слеттері — Денніс
- Брендон Віктор Діксон — Деніел
- Кетрін Кінер — Джулі
- Джулія Гарнер — Медді
- Крістін Міліоті — Меггі Мітчелл
- Олівія Кук — Карла
- Ендрю Скотт — Тоббі
- Брендон Кайл Гудман — Енді
- Шей Віґем — Пітер
- Гарі Карр — Джефф
- Софія Бутелла — Ясмін
- Джон Галлагер-молодший — Роб
- Квінсі Тайлер Бернстайн — Сільвія
- Лоренс Посса — Гузмін
- Ед Ширан — Мік
- Джейн Александер — Марго
- Пітер Герман — Філіпп
- Джеймс Саїто — Кенджи
- Джадд Гірш — поліцейський/продавець/таксист

### Сезон 2
- Гбенга Акіннагбе
- Susan Blackwell
- Люсі Бойнтон
- Tom Burke
- Zoë Chao
- Maria Dizzia
- Мінні Драйвер
- Grace Edwards
- Dominique Fishback
- Briana M. Aponte
- Kathryn Gallagher
- Кіт Герінґтон
- Ґаррет Гедлунд
- Telci Huynh
- Nikki M. James
- Tobias Menzies
- Aparna Nancherla
- Софі Оконедо
- Larry Owens
- Zane Pais
- Анна Паквін
- Isaac Powell
- Бен Раппапорт
- Milan Ray
- Джек Рейнор
- Міранда Річардсон
- Marquis Rodriguez
- James Scully
- Zuzanna Szadkowski
- Лулу Вілсон
- Don Wycherley
- Софія Бутелла

## Список епізодів
| Сезон | Епізоди | Епізоди | Оригінальний випуск | Оригінальний випуск |
| ----- | ------- | ------- | ------------------- | ------------------- |
| 1     | 8       | 8       | 18 жовтня 2019      | 18 жовтня 2019      |
| 2     | 8       | 8       | 13 серпня 2021      | 13 серпня 2021      |

## Виробництво

### Розробка
11 червня 2018 року стало відомо, що Amazon почав розробку першого сезону, що складається з восьми епізодів. Режисером, сценаристом та продюсером серіалу став Джон Карні. До виробничих компаній, які брали участь у серіалі, приєдналися Storied Media Group та The New York Times. 26 листопада 2018 року повідомлялося, що Еммі Россум, Шерон Хорган і Том Холл будуть виконувати функції додаткових режисерів серіалу. Хорган і Холл також самостійно написали сценарії до епізодів, які вони мали поставити, тоді як Россум очікував, що буде режисером епізоду, написаного Одрі Уеллс. Крім того, стало відомо, що Дмитро Гофман, Сем Долнік та Хоре Січа будуть виконувати функції виконавчих продюсерів, Тріш Хофманн як продюсер, а Деніел Джонс - як продюсер-консультант. 24 жовтня 2019 року Amazon поновила серіал на другий сезон, прем’єра якого запланована на 13 серпня 2021 року.

### Підбір акторів (кастинг)
26 листопада 2018 року було оголошено, що Енн Гетевей, Тіна Фей, Дев Пател, Джон Слеттері, Брендон Віктор Діксон, Кетрін Кінер, Джулія Гарнер, Енді Гарсія, Крістін Міліоті, Олівія Кук, Ендрю Скотт, Шей Віґем, Гарі Карр, Софія Бутелла та Джон Галлагер-молодший взяли участь у зйомках першого сезону. 
У квітні 2020 року стало відомо, що Джессі Айзенберг зніметься у другому сезоні. 
У лютому 2021 року був оголошений акторський склад другого сезону, в числі яких - Гбенга Акіннагбе, Люсі Бойнтон, Мінні Драйвер, Кіт Герінґтон, Ґаррет Гедлунд, Анна Паквін, Джек Рейнор та Міранда Річардсон. У травні 2021 року до когорти акторів приєдналися Софі Оконедо та Тобіас Мензіс.